# Otto Lilienthal

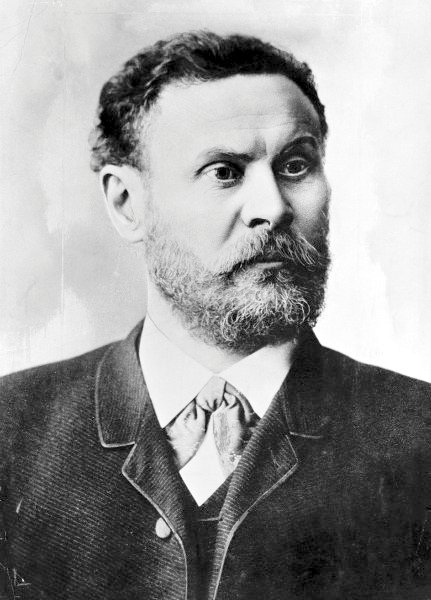
Otto Lilienthal

Otto Lilienthal (23 tháng 5 năm 1848 - 10 tháng 8 năm 1896) là một kỹ sư người Đức, sinh ra tại Anklam và mất tại Berlin. Ông là người đi tiên phong trong cách lái máy bay liệng, mà ý tưởng xuất phát từ sự quan sát chim liệng. Đấy là cơ sở cho ông chế tạo chiếc tàu lượn từ 1891. Tàu lượn là một loại máy bay thô sơ chỉ gồm các cánh dài nối lại với nhau và gắn chặt với thân mình, được thả bay từ trên đồi cao. Bởi vậy thời đó người ta gọi ông là "người chim". Năm 1896 ông qua đời vì rớt tàu lượn từ độ cao khoảng 7 mét do một cơn gió mạnh. Trong cuộc đời ông đã thực hiện hơn 2000 chuyến bay.

## Hình ảnh

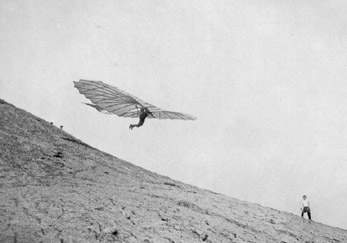
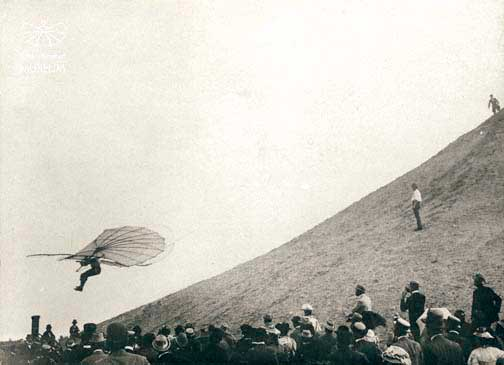
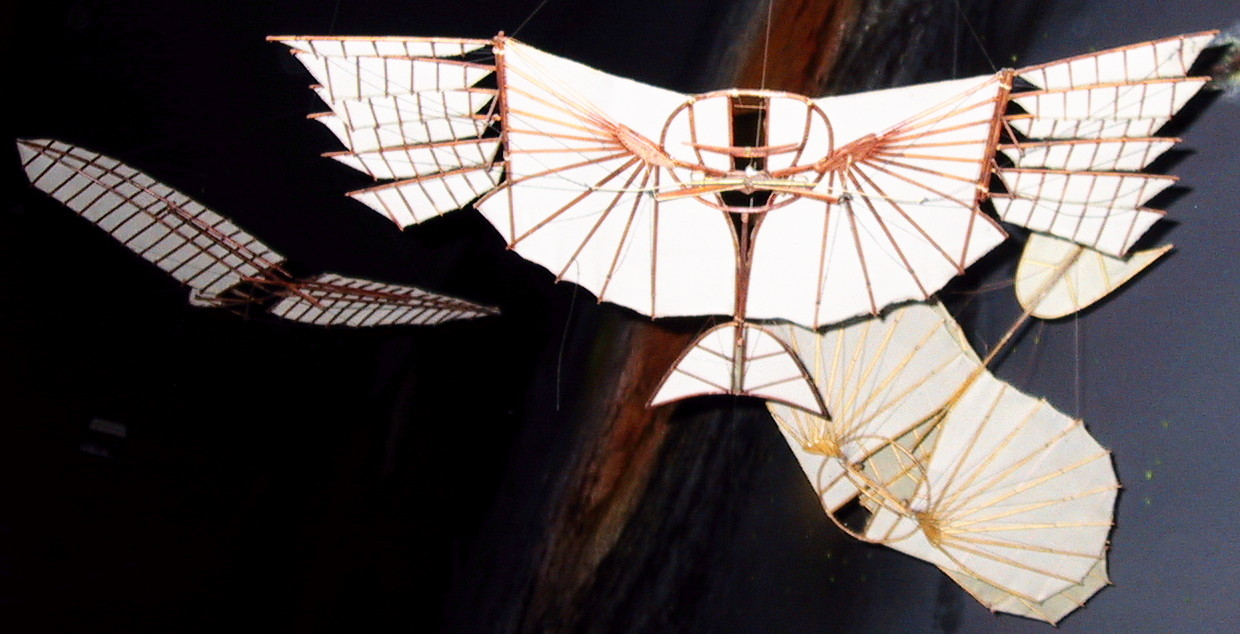